# Nation Mountain
Nation Mountain är ett berg i Kanada.   Det ligger i provinsen British Columbia, i den centrala delen av landet, 3 600 km väster om huvudstaden Ottawa. Toppen på Nation Mountain är 1 513 meter över havet.
Terrängen runt Nation Mountain är huvudsakligen kuperad, men åt sydväst är den platt. Trakten runt Nation Mountain är nära nog obefolkad, med mindre än två invånare per kvadratkilometer.. Det finns inga samhällen i närheten. 
I omgivningarna runt Nation Mountain växer i huvudsak barrskog.